# Клюворотки
Клюворотки (лат. Avocettina) — род морских лучепёрых рыб из семейства нитехвостых угрей (Nemichthyidae). Распространены в тропических и тёплых умеренных водах всех океанов.

## Описание
Тело длинное, сжато с боков, без чешуи. Максимальная длина тела представителей разных видов варьирует от 55 до 80 см. Челюсти длинные, загнутые наружу. Зубы многочисленные, мелкие, близко посаженные, загнутые, расположены диагональными рядами. Глаза от малого до среднего размера, их диаметр обычно меньше 50 % высоты головы. На голове есть продольные кожные гребни. Спинной плавник длинный, с хорошо развитыми тонкими лучами, начинается перед (самцы) или позади (самки и незрелые самцы) грудных плавников. Хвостовая часть не вытянута в длинную нить, есть маленький хвостовой плавник. В боковой линии один ряд пор. Анальное отверстие расположено далеко за грудными плавниками.

## Классификация
В состав рода включают 4 вида:
| Название                                               | Ареал | Глубина обитания, м | Максимальная длина тела, см | FishBase |
| ------------------------------------------------------ | --- | ------------------- | --------------------------- | -------- |
| Avocettina acuticeps (Regan, 1916)                     | Тропические и тёплые умеренные океанические воды Южного полушария, за исключением восточной части Тихого океана    | до 2000             | 77                          | [ 5 ]    |
| Avocettina bowersii (Garman, 1899)                     | Восточная часть Тихого океана                                                                                      | 92—641              |                             | [ 6 ]    |
| Avocettina infans (Günther, 1878) — Угорь-клюворотка   | Тропические и тёплые умеренные воды всех океанов, за исключением Средиземного моря и восточной части Тихого океана | 0—4580              | 80                          | [ 7 ]    |
| Avocettina paucipora J. G. Nielsen & D. G. Smith, 1978 | Юго-западная Атлантика; южные части Индийского и Тихого океанов                                                    |                     | 55                          | [ 8 ]    |